# Florian Lempa
Florian Lempa (ur. 7 maja 1951 w Kochcicach) – duchowny katolicki, specjalista prawa kanonicznego i rzymskiego, profesor nauk prawnych, nauczyciel akademicki.

## Życiorys
Pochodzi z parafii Najświętszego Serca Pana Jezusa w Kochcicach, w diecezji gliwickiej. Święcenia kapłańskie przyjął 21 maja 1978 w Łodzi. Pracę magisterską z prawa kanonicznego obronił w 1982 na KUL-u. Doktorem nauk prawnych w zakresie prawa kanonicznego stał się 27 czerwca 1984 w Lublinie na KUL-u.
21 stycznia 1992 uzyskał na Wydziale Prawa, Prawa Kanonicznego i Administracji KUL stopień doktora habilitowanego nauk prawnych na podstawie dorobku naukowego oraz rozprawy Przestępne nadużycie władzy kościelnej w prawie powszechnym Kościoła łacińskiego.
22 czerwca 2016 otrzymał tytuł naukowy profesora nauk prawnych.
Kieruje Katedrą Prawa Rzymskiego w Uczelni Łazarskiego. W przeszłości kierował Zakładem Prawa Rzymskiego i Kanonicznego na Wydziale Prawa Uniwersytetu w Białymstoku oraz Zakładem Prawa Kanonicznego na Uniwersytecie Warmińsko-Mazurskim w Olsztynie, po czym objął stanowisko kierownika Katedry Prawa Administracyjnego i Nauk o Administracji (Wydział Prawa i Administracji) tego Uniwersytetu. Był także profesorem Wyższej Szkoły Finansów i Zarządzania w Siedlcach, wykładał także na nieistniejącym już Wydziale Administracji Uniwersytetu w Białymstoku w Siedlcach.
Członek Towarzystwa Naukowego KUL i sekretarz Wydziału Nauk Prawnych Towarzystwa.
W marcu 2003 został odznaczony przez prezydenta RP Złotym Krzyżem Zasługi.
Autor prac naukowych, poświęconych etyce prawniczej i prawu  kanonicznemu. Występował jako biegły w sprawie Jerzego Urbana, oskarżonego o zniesławienie papieża w głośnym artykule Obwoźne sado-maso (opublikowanym w tygodniku „Nie”); w swojej opinii ks. Lempa uznał, że Urban nie popełnił przestępstwa.

## Wybrane publikacje
- Kanoniczna ochrona karna małoletnich przed nadużyciami seksualnymi, Białystok 2013
- Kompetencje, uprawnienia i obowiązki w Kościele katolickim, Białystok 2013
- Person and Family in Roman Law in tradition of European law (razem z S. Tafaro, O. Bucci), Taranto-Warszawa 2009
- Rodzina i społeczeństwo wczoraj i dziś (razem z S. Tafaro), Białystok 2006
- Przestępne nadużycie władzy kościelnej w prawie powszechnym Kościoła łacińskiego, Lublin 1991
- Dobra doczesne Kościoła. Sankcje w Kościele (razem z W. Wójcik, J. Krukowski), Lublin 1987
- Odpowiedzialność administracji kościelnej za szkody wynikłe z nielegalnego aktu administracyjnego, Lublin 1985